# 8-й отдельный полк специального назначения (Украина)
8-й отдельный полк специального назначения (укр. 8-й окремий полк спеціального призначення), также известный как 8 оп СпП и в/ч А0553 — воинское формирование Сил специальных операций Украины в составе Вооружённых сил Украины. Правопреемник 8-й отдельной бригады специального назначения ВС СССР.

## История полка
8-я отдельная бригада специального назначения была переподчинена Министерству обороны Украины в конце 1991 года, а её личный состав в начале 1992 года принял присягу на верность украинскому народу. С сентября 2003 года в ВСУ существовал 8-й отдельный полк специального назначения. Его разведчики с 18 февраля 2004 года несли миротворческую службу в Ираке в составе 6-й отдельной механизированной бригады в провинции Васит в Ираке, также они несли службу в Сьерра-Леоне, Либерии и других горячих точках.
23 июля 2004 года 8-й опспн был передислоцирован из Изяслава в город Хмельницкий. На начало 2014 года личный состав полка комплектовался только из военнослужащих контрактной службы.

### Боевая подготовка
Личный состав полка принимал участие во всех масштабных учениях войск, таких как например «Адекватное реагирование-2011» и «Перспективы-2012». В 2012 года военнослужащие 8-го опспн были названы «лучшей частью разведки Сухопутных войск Вооруженных Сил Украины». 15 февраля 2013 года на базе полка прошли сборы руководящего состава военной разведки Сухопутных войск Вооруженных Сил Украины. В 2013 году военные спортсмены 8-го отдельного полка специального назначения заняли первое место на Чемпионате Сухопутных войск Вооруженных Сил Украины и военно-прикладных видов спорта. В том же году отряд 8-го опспн участвовал в учениях на Гавришевском военном аэродроме, в окрестностях Винницы. Совершив парашютное десантирование с Ан-26, военнослужащие полка захватили командный пункт, а также другие объекты аэродрома условного противника.

### Участие 8-го полка в вооружённых конфликтах
Подразделения 8-го отдельного полка специального назначения участвуют в войне на востоке Украины фактически с самого начала боевых действий.
Несколько бойцов полка были представлены к высшей награде Украины — Герой Украины:
- Зеленский, Евгений Александрович  — старший лейтенант, командир группы 8-го опспн. Награждён посмертно 23 августа 2014 года;
- Гордийчук, Игорь Владимирович  — полковник, возглавлял отряд специального назначения от 8-го опспн. Участвовал в обороне Саур-Могилы, попал в плен в Иловайском котле. Награждён 21 октября 2014 года.
- Петраковский, Александр Петрович  — майор, командир роты 8-го опспн. Награждён 4 декабря 2014 года.
- Матвиец, Роман Михайлович  — старшина, заместитель командира группы специального назначения. Награжден 5 декабря 2019, посмертно.

По состоянию на 2 марта 2018 г. 8-й отдельный полк специального назначения в ходе АТО потерял погибшими 14 человек.

## Структура
Полк разделён на отряды и группы специального назначения. После начала войны в Донбассе комплектуется исключительно из контрактников
- управление и штаб
- 1-й отряд специального назначения
- 2-й отряд специального назначения
- 3-й отряд специального назначения
- 4-й отряд специального назначения
- отряд обеспечения
- отряд связи

## Командиры формирования
Нарукавные знаки 8-го оп СпП
- полковник Павел Алексеевич Давыдюк (1992—1994)
- полковник Анатолий Петрович Предчук (1994—1999)
- полковник Александр Григорьевич Шелих (1999—2002)
- Игорь Валерьевич Аверин
- подполковник Гордийчук, Игорь Владимирович[13]
- подполковник Кривонос, Сергей Григорьевич
- подполковник Василий Денисюк[14]
- полковник Нечаев, Олег Александрович[укр.] (2011—2019)[15][16]
- полковник Шаблий, Владимир Владимирович[укр.] (2019—2020)[17]
- полковник Матвиишин, Андрей Аркадьевич[укр.] (с 2020)[18][17]